# Zootossina
Una zootossina o tossina animale è una qualsiasi tossina prodotta dagli animali (come serpenti, scorpioni, ragni ecc.). Viene comunemente chiamata veleno e l'animale che la produce animale velenoso anche se spesso il meccanismo d'azione è diverso da quello dei comuni veleni. Le zootossine possono trovarsi nel sangue, nei muscoli, nel fegato, oppure venir elaborate da ghiandole specializzate.
In alcune specie, la tossina rimane all'interno del corpo, in altre viene usato a scopo difensivo o di predazione. Non tutti gli animali sono ugualmente tossici per tutta la vita e in alcuni casi la produzione di tossine varia a seconda dei periodi dell'anno. Si possono distinguere due tipi di zootossine per modo di somministrazione e tre categorie di animali a seconda delle strutture a cui è associata la tossina stessa.

## Modalità di somministrazione

### Zootossine somministrate attraverso il sangue
Si tratta di tossine perlopiù di natura enzimatica e vengono spesso somministrate alla vittima non per ingestione o inalazione ma per via linfatica, forando la pelle con denti modificati o pungiglioni. Il termine inglese venom è riservato a questa categoria.

### Zootossine somministrate per via orale o aerea
Le tossine presenti sulla pelle di certi anfibi agiscono per via orale come i normali veleni.

## Tipologie di animali con zootossine

### Animali urticanti
Un gruppo importante di animali urticanti sono gli cnidari che espellono la tossina attraverso gli cnidoblasti, elementi della cellula che contengono una capsula urticante. Le tossine, generalmente nocive per ingestione o per iniezione sottocutanea, appartengono a varie tipologie (ipnotossina, attinotossina, attinocongestina, talassina ecc.).

### Animali con ghiandole velenifere
Molte specie di animali hanno ghiandole contenenti tossine (dette ghiandole velenifere) e spesso possiedono speciali apparati, detti vulneranti, atti a inoculare la tossina.
Tra gli artropodi ci sono scorpioni, imenotteri e aracnidi dotati di pungiglioni e strutture buccali atte a inoculare tossine. Gli insetti ematofagi usano iniettare la saliva dotata di principi anticoagulanti prima di succhiare il sangue; questa operazione può creare reazioni allergiche.
Tra i molluschi, i polpi (e in particolare Hapalochlaena lunulata) hanno saliva tossica per immobilizzare le prede e i gasteropodi del genere Conus hanno una radula modificata a pungiglione che inietta una tossina peptidica molto potente.
Tra i condroitti ci sono varie specie di razze. Tra gli actinopterigi il pesce ragno è dotato di una ghiandola posta alla base in un aculeo che deriva dall'osso opercolare e inoltre i primi tredici raggi della pinna dorsale hanno ghiandole velenifere alla base; le murene possiedono saliva tossica; gli scorfani hanno i raggi delle pinne velenosi. In queste specie acquatiche la tossina ha spesso effetto paralizzante sul cuore.
Molti anfibi e rettili sono velenosi. I primi non possiedono apparati vulneranti ed è la pelle stessa a contenere la tossina. Le specie velenose dei secondi possiedono in genere ghiandole salivari contenenti tossine collegate alla dentatura. Tra i sauri è velenoso il genere Heloderma, ma anche i varani hanno saliva tossica. I serpenti appartenenti alle famiglie degli atractaspididi, elapidi e viperidi sono velenosi, così come una parte dei colubridi. Le specie più velenose sono frequenti nella zona equatoriale.
Non esistono uccelli che producano tossine ma ne esistono alcuni le cui penne e ghiandole sono velenose. Questi uccelli, appartenenti ai generi Ifrita e Pitohui sembrano ottenere, come del resto alcuni anfibi, il loro veleno da particolari insetti di cui si nutrono. Tra i mammiferi è velenoso l'ornitorinco che possiede nella regione femorale uno sperone cavo collegato a una ghiandola velenifera, come anche alcune specie di toporagni, la talpa, i solenodonti e i pipistrelli ematofagi o vampiri che possiedono saliva tossica.

### Animali con sangue velenoso
Tra gli animali che possiedono sangue velenoso c'è il coleottero Timarcha che fa schizzare la propria emolinfa attraverso dei pori celomatici; inoltre varie specie di pesci possiedono sangue ad azione tossica.